# Wim Hagemans
Wilhelmus Hagemans (Utrecht, 2 november 1922 - Utrecht, 9 januari 2009) was een Nederlands tekenaar en aquarellist die werkte in de provincie Utrecht. Hagemans maakte talrijke stadsgezichten, niet alleen in Utrecht maar ook elders in Nederland en de rest van Europa. Naast deze beeldende werken maakte hij ook gedichten.

## Opleiding
Hagemans begon zijn carrière als huisschilder. Hij legde zich vanaf zijn drieëndertigste ook toe op werken als kunstschilder. Hij begon in 1955 als autodidact en volgde later ook lessen, eerst in Blaricum bij Cees Smitt en Jos Woerkom, later in Utrecht bij Erica Visser, W.D. Kuyck, Bert Jonkers en Rien Goenee.

## Waardering
Zijn werk ondervond waardering bij particulieren en museale instellingen. Werk van zijn hand bevindt zich onder andere in de collecties van de kunstuitleen Utrecht, het Waterleidingmuseum te Utrecht, het Volksbuurtmuseum Wijk C te Utrecht, Warssenhoeck in Nieuwegein, de Stichting Historische Kring Tolsteeg-Hoograven, en in het Stadsmuseum Woerden. Zijn werk was in 2005 te zien op de tentoonstelling Rondom Woerden, Oudewater en Montfoort. Het Utrechts Archief heeft een website waar onder meer 174 stadsgezichten van Hagemans te zien zijn.

## Nalatenschap
De nalatenschap van de kunstenaar bestaat uit dichtbundels, cabaretteksten, een groot dia-archief, olieverfschilderijen en aquarellen.

## Tentoonstellingen
| Lijst van tentoonstellingen | Lijst van tentoonstellingen |
| --------------------------- | --- |
| 1979                        | Jaarbeurscentrum; Utrecht, De Pier; Scheveningen, Galerie Renomare; Zeist |
| 1980                        | Galerie Koning; Amersfoort, De Schuur; Zeist, Stork; Amersfoort, Schouwburg; Tilburg, Organisch Chemisch Laboratorium; Utrecht, Dorpshuis; Hooglanderveen |
| 1982                        | Ploeghhuis; Amersfoort, Raadhuis; Naarden, Info-centrum Vredenburg; Utrecht, Pictura; Dordrecht, Cunera Centruml; Utrecht, De Waag; Nijmegen |
| 1983                        | De Bijnkershoek; Utrecht, Goed wonen; Soesterberg, Slot Zeist; Zeist (3x), De Tamboer; Hoogeveen |
| 1984                        | Gemeentehuis; Maarn, Galerie M3; Amersfoort, Sint-Joriskerk; Amersfoort, Markthallen; Amersfoort |
| 1985                        | Stadsschouwburg; Utrecht, Het Dorp; Arnhem, Markthallen; Den Bosch, Hotel Central; Delft, Boerderij Mereveld; Utrecht, Valeriuskliniek; Amsterdam |
| 1986                        | Dr. Arienshuis; Utrecht, Reekum Galerie; Apeldoorn, De Flint; Amersfoort, Liefkenshoek; Heteren, Crypte H. Hartkerk; Utrecht, Dackhuus; Huissen |
| 1988                        | Mr. Cocker; Zeist, Begijnhof; Lier (België), Huize het Oosten; Bilthoven, A.B.S. Biltstraat; Utrecht, Kopstal; (Luxemburg), De Lauwer; Utrecht, Robert Baeldestichting Zuilen; Utrecht, Marcus Centrum Zuilen; Utrecht                                                             |
| 1989                        | Koningsbruggen; Utrecht, UVSV; Utrecht, Bartholomei-Gasthuis; Utrecht, Kargadoor Zuile; Utrecht |
| 1990                        | Flehite; Amersfoort, Arlekino; Utrecht, Zonnehof (Abstract werk); Amersfoort, Galerie De Plomp; Utrecht |
| 1991                        | Wetenschapsfeest Jaarbeurs; Utrecht, ’t Wijnkeldertje; Utrecht |
| 1992                        | De Weide; Scherpenzeel, Gebouw Tivoli; Utrecht, GAK gebouw; Utrecht, Baronhotel; Loosdrecht |
| 1993                        | Rijksarchief; Haarlem, Diverse Kunstmanifestaties; Utrecht, Wijk C Volksbuurtmuseum; Utrecht, Boerderijen Stichting Utrecht 1993; De Bilt, Steinfort; Luxemburg, Gemeentearchief; Utrecht, Oudheidskamer; Vreeswijk, Gemeentelijke Bibliotheek; IJsselstein, Rijksarchief; Utrecht |
| 1997                        | A.K.G. de Ploegh; Amersfoort |
| 1998                        | De Gele Markies; Gorinchem |
| 1998                        | De Artiest; Lith |
| 2000                        | Galerieboerderij; Dwingeloo-Eemster |
| 2001                        | Galerie Lange Koe; Utrecht |
| 2002                        | Bureau Herintreders; Utrecht |
| 2003                        | Museum Vianen; Vianen |
| 2004                        | Historische Kring Tolsteeg, Hoograven; Utrecht |
| 2005                        | Museum Woerden, Woerden, Bibliotheek Zuid-Utrecht; Utrecht |